# Vicepresidente de Cuba
El vicepresidente de Cuba es el segundo cargo en importancia dentro de la jerarquía de poder en el Estado. Ejerce como vicejefe del Estado y del Gobierno. Fue creado con la adopción de nueva Constitución de la República en 2019, en reemplazo del primer vicepresidente de Cuba que desempeñaba la misma función según la Constitución del Estado de 1976. El actual vicepresidente de Cuba es Salvador Valdés Mesa.
Según el artículo 129; para ser vicepresidente se requiere haber cumplido treinta y cinco años de edad, hallarse en pleno goce de los derechos civiles y políticos, ser ciudadano cubano por nacimiento y no tener otra ciudadanía. 
Cumple con las atribuciones que le sean delegadas o asignadas por el Presidente de la República y en caso de ausencia, enfermedad o muerte de este, lo sustituye temporalmente en sus funciones. Cuando el presidente de la República viaje al exterior, el vicepresidente asume temporalmente el control del Estado. Cuando queda vacante el cargo de vicepresidente la Asamblea Nacional del Poder Popular elige a su sustituto.

## Elección
El vicepresidente de la República es elegido de la misma forma, igual período y limitación de mandato que el presidente de la República, por la Asamblea Nacional del Poder Popular.

## Historia
Tras la I Legislatura de la Asamblea Nacional del Poder Popular el cargo fue ocupado por el general de Ejército Raúl Castro Ruz, entonces ministro de las Fuerzas Armadas (FAR) hasta el año 2008. 
Desde esta posición, Raúl Castro fue elegido presidente de los Consejos de Estado y de Ministros en 2008 y reelecto en 2013 para un segundo período. Fue sucedido por Miguel Díaz Canel hasta el 2018, donde es elegido Salvador Valdés Mesa, inicialmente como primer vicepresidente de los Consejos de Estado y Ministros y en el año 2019 como vicepresidente de la República.

## Vicepresidentes de Cuba (1869-actualidad)

### Vicepresidentes de la República en Armas (1869-1899)
| Retrato                                              | Nombre                                   | Inicio             | Fin                   | Presidente | Partido                       |
| ---------------------------------------------------- | ---------------------------------------- | ------------------ | --------------------- | --- | ----------------------------- |
|                                                      | Francisco Vicente Aguilera (1821-1877)   | Abril de 1869      | Febrero de 1877       | Carlos Manuel de Céspedes (1869-1873) Salvador Cisneros Betancourt (1873-1875) Juan Bautista Spotorno (1875-1876) Tomás Estrada Palma (1876-1877) | Independentistas              |
|                                                      | Francisco Javier de Céspedes (1821-1903) | Abril de 1877      | 19 de octubre de 1877 | Tomás Estrada Palma (1876-1877) | Independentistas              |
| La República en Armas no existió entre 1878 y 1895   |                                          |                    |                       | |                               |
|                                                      | Bartolomé Masó Márquez (1830-1907)       | Septiembre de 1895 | Septiembre de 1897    | Salvador Cisneros Betancourt (1895-1897) | Partido Revolucionario Cubano |
|                                                      | Domingo Méndez-Capote (1863-1934)        | Septiembre de 1897 | Mayo de 1899          | Bartolomé Masó Márquez (1897-1899) | Partido Revolucionario Cubano |
| Primera ocupación militar estadounidense (1899-1902) |                                          |                    |                       | |                               |

### Vicepresidentes de la República (1902-1959)
| Retrato                                              | Nombre                                      | Inicio                | Fin                     | Presidente                          | Partido                      |
| ---------------------------------------------------- | ------------------------------------------- | --------------------- | ----------------------- | ----------------------------------- | ---------------------------- |
|                                                      | Luis Estévez y Romero (1849-1909)           | 20 de mayo de 1902    | Marzo de 1905           | Tomás Estrada Palma (1902-1906)     | Partido Moderado             |
|                                                      | Domingo Méndez Capote (1863-1934)           | Enero de 1906         | Septiembre de 1906      | Tomás Estrada Palma (1902-1906)     | Partido Moderado             |
| Segunda ocupación militar estadounidense (1906-1909) |                                             |                       |                         |                                     |                              |
|                                                      | Alfredo Zayas y Alfonso (1861-1934)         | Enero de 1909         | 20 de mayo de 1913      | José Miguel Gómez (1909-1913)       | Partido Liberal              |
|                                                      | Enrique José Varona (1849-1933)             | 20 de mayo de 1913    | 20 de mayo de 1917      | Mario García Menocal (1913-1921)    | Partido Conservador          |
|                                                      | Emilio Núñez Rodríguez (1855-1922)          | 20 de mayo de 1917    | 20 de mayo de 1921      | Mario García Menocal (1913-1921)    | Partido Conservador          |
|                                                      | Francisco Carrillo Morales (1851-1926)      | 20 de mayo de 1921    | 20 de mayo de 1925      | Alfredo Zayas y Alfonso (1921-1925) | Partido Popular              |
|                                                      | Carlos de la Rosa Hernández (ca. 1870-1933) | 20 de mayo de 1925    | 1928                    | Gerardo Machado (1925-1933)         | Partido Liberal              |
| Vacante entre 1928 y 1936                            |                                             | Varios                |                         |                                     |                              |
|                                                      | Federico Laredo Brú (1875-1946)             | 20 de mayo de 1936    | Diciembre de 1936       | Miguel Mariano Gómez (1936)         | Partido Liberal              |
| Vacante entre 1936 y 1940                            |                                             |                       |                         | Federico Laredo Brú (1875-1946)     | Partido Liberal              |
|                                                      | Gustavo Cuervo Rubio (1890-1965/1978)       | 10 de octubre de 1940 | 10 de octubre de 1944   | Fulgencio Batista (1940-1944)       | Coalición Socialista Popular |
|                                                      | Raúl de Cárdenas Echarte (1884-1979)        | 10 de octubre de 1944 | 10 de octubre de 1948   | Ramón Grau (1944-1948)              | Partido Auténtico            |
|                                                      | Guillermo Alonso Pujol (1899-1973)          | 10 de octubre de 1948 | 10 de marzo de 1952     | Carlos Prío Socarrás (1948-1952)    | Partido Auténtico            |
| Vacante entre 1952 y 1955                            |                                             |                       |                         | Fulgencio Batista (1952-1958)       | Militar                      |
|                                                      | Rafael Guas Inclán (1896-1975)              | Febrero de 1955       | 31 de diciembre de 1958 | Fulgencio Batista (1952-1958)       | Partido Acción Unitaria      |

### Primeros vicepresidentes del Consejo de Estado (1976-2019)
| Retrato                   | Nombre                            | Inicio                 | Fin                   | Presidente                          | Partido                   |
| ------------------------- | --------------------------------- | ---------------------- | --------------------- | ----------------------------------- | ------------------------- |
| Vacante entre 1959 y 1976 |                                   | 1959                   | 1976                  | Osvaldo Dorticós (1959-1976)        | Partido Comunista de Cuba |
|                           | Raúl Castro (1931)                | 2 de diciembre de 1976 | 24 de febrero de 2008 | Fidel Castro (1976-2008)            | Partido Comunista de Cuba |
|                           | José Ramón Machado Ventura (1930) | 24 de febrero de 2008  | 24 de febrero de 2013 | Raúl Castro (2008-2018)             | Partido Comunista de Cuba |
|                           | Miguel Díaz-Canel (1960)          | 24 de febrero de 2013  | 19 de abril de 2018   | Raúl Castro (2008-2018)             | Partido Comunista de Cuba |
|                           | Salvador Valdés Mesa (1945)       | 19 de abril de 2018    | 10 de octubre de 2019 | Miguel Díaz-Canel (2018-actualidad) | Partido Comunista de Cuba |

### Vicepresidente de la República (2019-actualidad)
| Retrato | Nombre                      | Inicio                | Fin        | Presidente                          | Partido                   |
| ------- | --------------------------- | --------------------- | ---------- | ----------------------------------- | ------------------------- |
|         | Salvador Valdés Mesa (1945) | 10 de octubre de 2019 | actualidad | Miguel Díaz-Canel (2018-actualidad) | Partido Comunista de Cuba |

- Datos: Q21071159